# Blok D (człon rakiety)

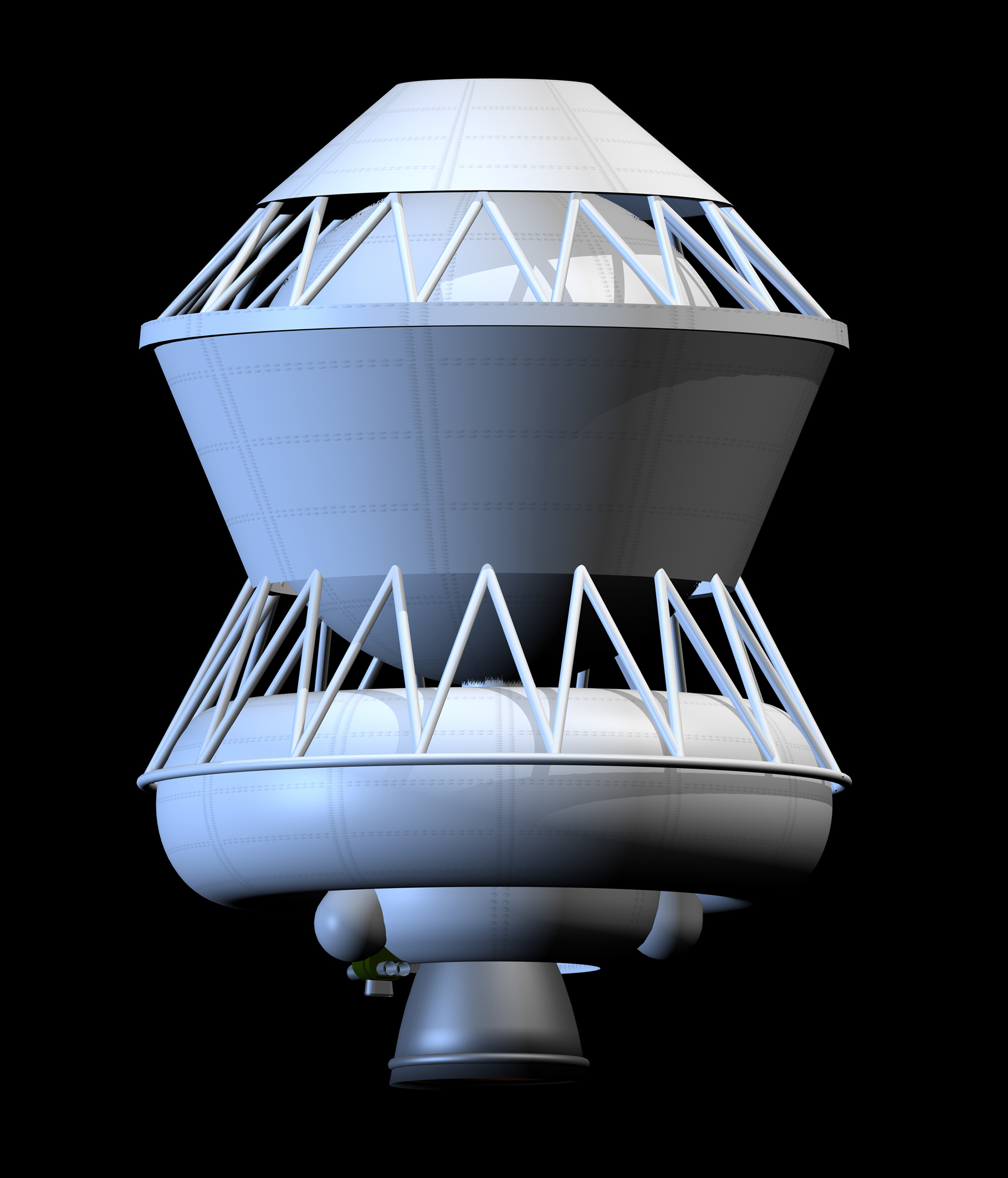
Blok D

Blok D (ros. Блок Д): blok przyspieszający radzieckich i rosyjskich rakiet nośnych zaprojektowany i budowany przez RKK Energia.

## Użycie stopnia
W latach 60 XX w. ZSRR planował użyć Blok D jako piąty stopień rakiet N1 (Д jest piątą literą w cyrylicy). Blok D miał za zadanie wykonać korektę na trasie Ziemia – Księżyc, wejść na orbitę wokółksiężycową, a po przejściu jednego z kosmonautów ze statku orbitalnego Sojuz 7K-Ł3 ŁOK do lądownika ŁK i odłączeniu obydwu pojazdów wykonać manewr hamujący umożliwiający lądowanie na Księżycu. Plany te nie doszły do skutku ze względu na nieudane testy rakiety N1 w latach 1969–1972 i wycofanie Związku Radzieckiego z podboju Księżyca poprzez loty załogowe.
Blok D znalazł zastosowanie jako stopień czwarty rakiet Proton K. Konfiguracja Proton K + Blok D była przydatna w końcowych fazach programów: Łuna (za pomocą tej konfiguracji dostał się na powierzchnię Księżyca pojazd Łunochod 1) i Wenera, a także w misjach sond Wega 1 i Wega 2, których celem były Wenus i Kometa Halleya.

## Późniejsze lata
W 1974 Blok D został zastąpiony przez Blok DM, który od poprzednika różni się tylko silnikiem, zamiast jednostki RD-58 w Blok DM użyto silnika 11D58S. Co więcej, jedna z odmian Blok DM używana jest wraz z rakietami Proton M w celu wynoszenia satelitów systemu GLONASS, oraz jako trzeci stopień rakiety Zenit-3SL.